# Lü Jia
Lü Jia, Cinese: 吕嘉, Pinyin: Lǚ Jiā (Shanghai, 1964), è un direttore d'orchestra italiano.

## Biografia
Nel 1991, a soli 26 anni, fu nominato direttore musicale dell'Opera di Trieste. Dal 1991 al 1995 è stato direttore principale al Teatro Verdi di Trieste. Nel 1999 è diventato il direttore principale dell'Orchestra Sinfonica di Norrköping". È stato direttore della Norrköping Symphony Orchestra dal 1999 al 2005 e ora della Macao Orchestra dal 2008.
Nel 2007 diresse La gazza ladra di Gioachino Rossini al Rossini Opera Festival di Pesaro ed è uscito in DVD sull'etichetta Dynamic. Nel 2008 diventò direttore musicale della Macao Orchestra. Attualmente è il direttore principale del China National Center for the Performing Arts Orchestra.